# Association belge francophone de sociologie et d'anthropologie
L’Association belge francophone de sociologie et d’anthropologie (ABFSA) est une association sans but lucratif créée en 2009. Elle est hébergée à la Fondation universitaire à Bruxelles et est reconnue comme société savante belge.

## Objet social
L'association a pour but de promouvoir le développement scientifique, pédagogique, professionnel et le rayonnement de la sociologie et de l’anthropologie et, plus largement, des sciences sociales.
L’Association belge francophone de sociologie et d’anthropologie a été fondée afin de rassembler les sociologues et anthropologues francophones de Belgique en vue de :
- créer une maison commune aux sociologues et anthropologues du monde académique et des praticiens œuvrant dans les autres milieux professionnels,
- de promouvoir ces deux disciplines,
- et de faire entendre leurs voix dans l’espace public.

Depuis 2016, l'ABFSA organise tous les deux ans le Forum Belge Francophone des Sciences Sociales. Le premier a été organisé en partenariat avec l'Université ouverte le 15 décembre 2016 sur le thème: "Qu'en est-il de la démocratie?". Le deuxième s'est tenu à Namur sur le thème: "Alternatives et inventivités sociales", le 13 décembre 2018, en partenariat avec l'Observatoire des Politiques Culturelles et le Centre Culturel de Namur.